# 磁镜
磁镜是由两个电流方向相同的线圈以中轴重合的方式排列形成的一种磁场构形，磁场在每个线圈的中心处最强，在线圈中间最弱。带电粒子在磁镜场中运动时，粒子的磁矩是一定的，在磁场强的地方，粒子垂直于磁场方向的速度分量变大，由于磁场不对粒子做功，粒子的总动能不变，因此平行于磁场方向的速度分量会相应变小。动能小的粒子会完全失去平行方向的速度，这样就会被磁场反射，朝着相反的方向运动，当运动到另外一侧时，又会被再次反射，这样粒子就会在两个线圈之间来回运动，如同光在两面镜子之间反射，因此得名磁镜。
对于一个给定的磁镜场，每个线圈中心的磁场强度为Bm，两个线圈中间处磁场为B0，粒子能够被磁镜束缚的条件为
{\displaystyle {\frac {v_{\perp 0}^{2}}{B_{0}}}={\frac {v_{0}^{2}}{B_{m}}}}
即
{\displaystyle \sin ^{2}\theta _{m}={\frac {v_{\perp 0}^{2}}{v_{0}^{2}}}={\frac {B_{0}}{B_{m}}}={\frac {1}{R_{m}}}}
其中v⊥0、v0分别是粒子在B0处垂直于磁场的速度分量和总速率，{\displaystyle R_{m}=B_{m}/B_{0}}称为磁镜比，θm是线圈中间垂直于轴线的平面上粒子的运动速度与磁感线夹角的临界值，夹角小于此值的粒子能够通过线圈，逃逸出磁镜，大于此值的粒子会被磁镜束缚。在等离子体的速度分布图上会出现顶角为2θm的损失锥，锥内的粒子会逃逸出磁镜，锥外的粒子被磁镜所束缚。磁镜比越大，损失锥越尖锐，磁镜的束缚性能更好。
在受控核聚变（托卡马克装置）中经常使用磁镜装置用于约束等离子体。磁镜还可以加速带电粒子，如果令两个线圈的距离逐渐靠近，粒子反射时可以逐渐获得能量，这种加速机制可以解释宇宙中存在的高能粒子，称为费米加速。
地磁场呈现出两极强，赤道弱的分布，形成了一个天然磁镜。外层空间的带电粒子进入地磁场后，将在地磁场的约束下绕地球磁感线做螺旋运动，并在两极间反射，形成一个电磁辐射带。1958年物理学家范·阿伦通过分析人造卫星收集的数据，发现了电磁辐射带的存在，于是该电磁辐射带又被称为范·阿伦辐射带。有时范·阿伦辐射带中的带电粒子因空间磁场的变化而在两极附近进入地球大气层，引起极光。